# دیواره سبز

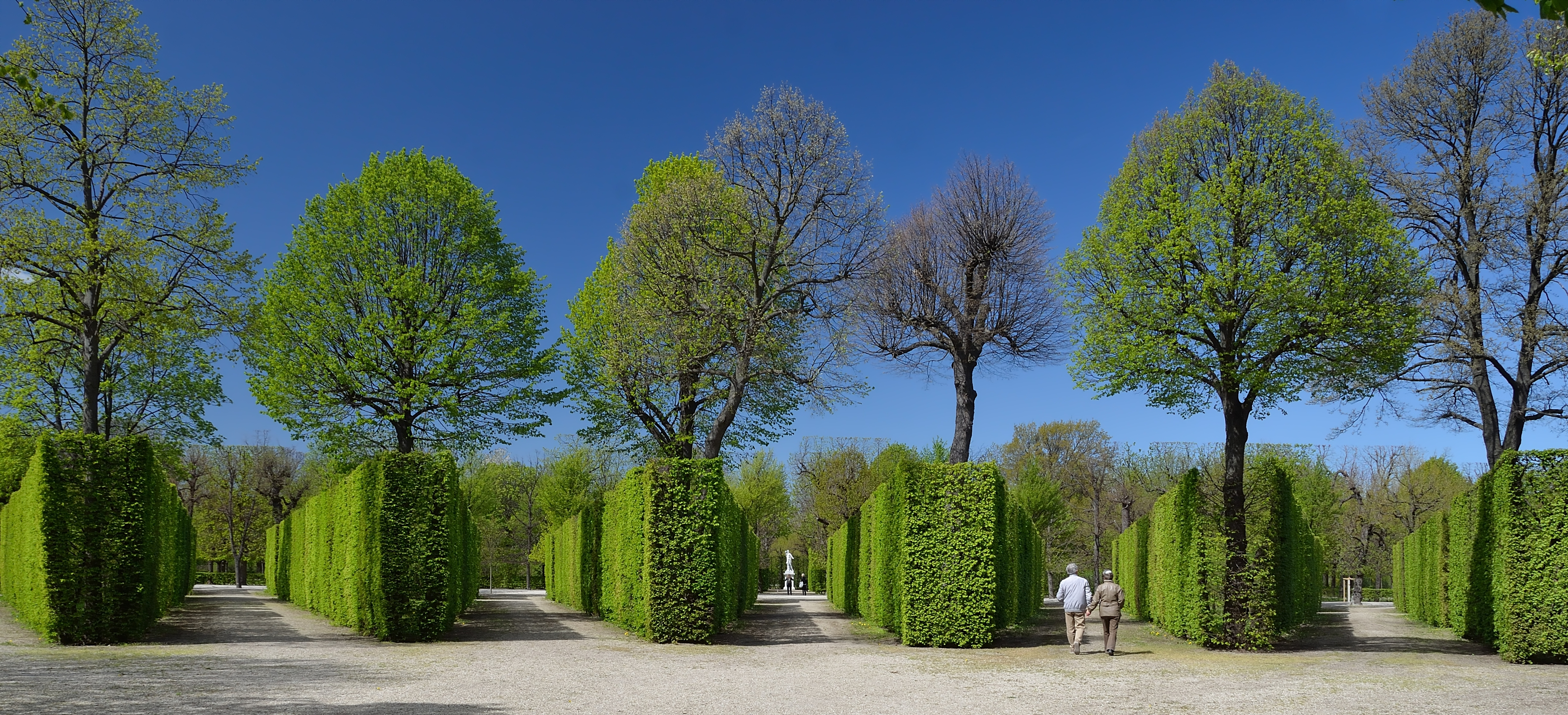
یک دیواره سبز در باغ‌های کاخ شونبرون در وین. شکل آن مانند بادبزن است و به همین دلیل در آلمانی "der Fächer" نامیده می‌شود. این باغ‌ها عمدتاً در زمان سلطنت ماریا ترزا (۱۷۴۰–۱۷۸۰) طراحی شده‌اند و همراه با ساختمان‌ها به‌عنوان یک مجموعه برجسته باروک حفظ شده‌اند که در سال ۱۹۹۶ توسط یونسکو به عنوان پایگاه میراث جهانی ثبت شد.

در باغ رسمی فرانسه، دیواره سبز (به فرانسوی Bosquet، از ایتالیایی bosco، "بیشه، چوب") رویشگاه رسمی از درختان در شکل‌های مختلف است، برخی از آنها در پایین باز هستند و برخی دیگر نه. حداقل یک دیواره سبز می‌تواند پنج درخت از گونه‌های یکسان باشد که به‌عنوان یک تاس (مانند ۵ تاس) کاشته می‌شوند، یا در مرتبه‌بندی و دسته‌بندی به‌طور منظم تنظیم می‌شوند، به‌گونه‌ای که تنه‌ها هنگام عبور از هر دو وجه در یک ردیف قرار گیرند. در باغ‌های بزرگ، جنگل‌های مصنوعی متراکم بودند که اغلب مناطق وسیعی را می‌پوشاندند، با پرچین‌های بلند در بیرون و درختان دیگر در داخل پرچین‌ها. نماد نظم در باغ‌های انسانی و رام‌شده باغ‌های رسمی رنسانس فرانسه و باروک، این دیواره سبز شبیه باغی منظم است، وسیله‌ای که ارتباط نزدیکی با باغ‌سازی لذت‌بخش از نخستین باغ‌های ایرانی امپراتوری هخامنشی داشته‌است.

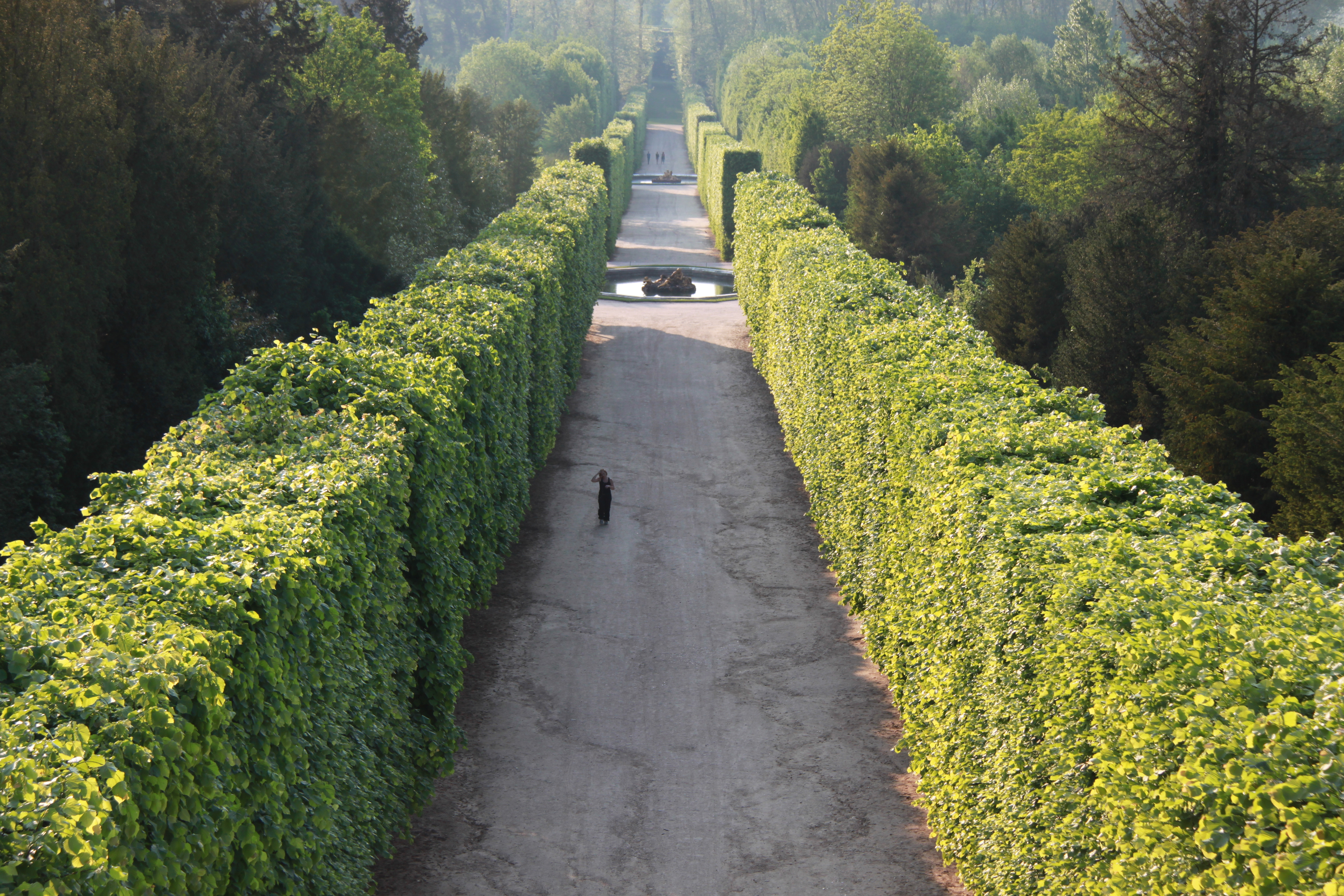
شکل رسمی از باغ کامل فرانسوی ; یک کوچه یا پیاده‌رو در یک دیواره سبز در باغ‌های ورسای

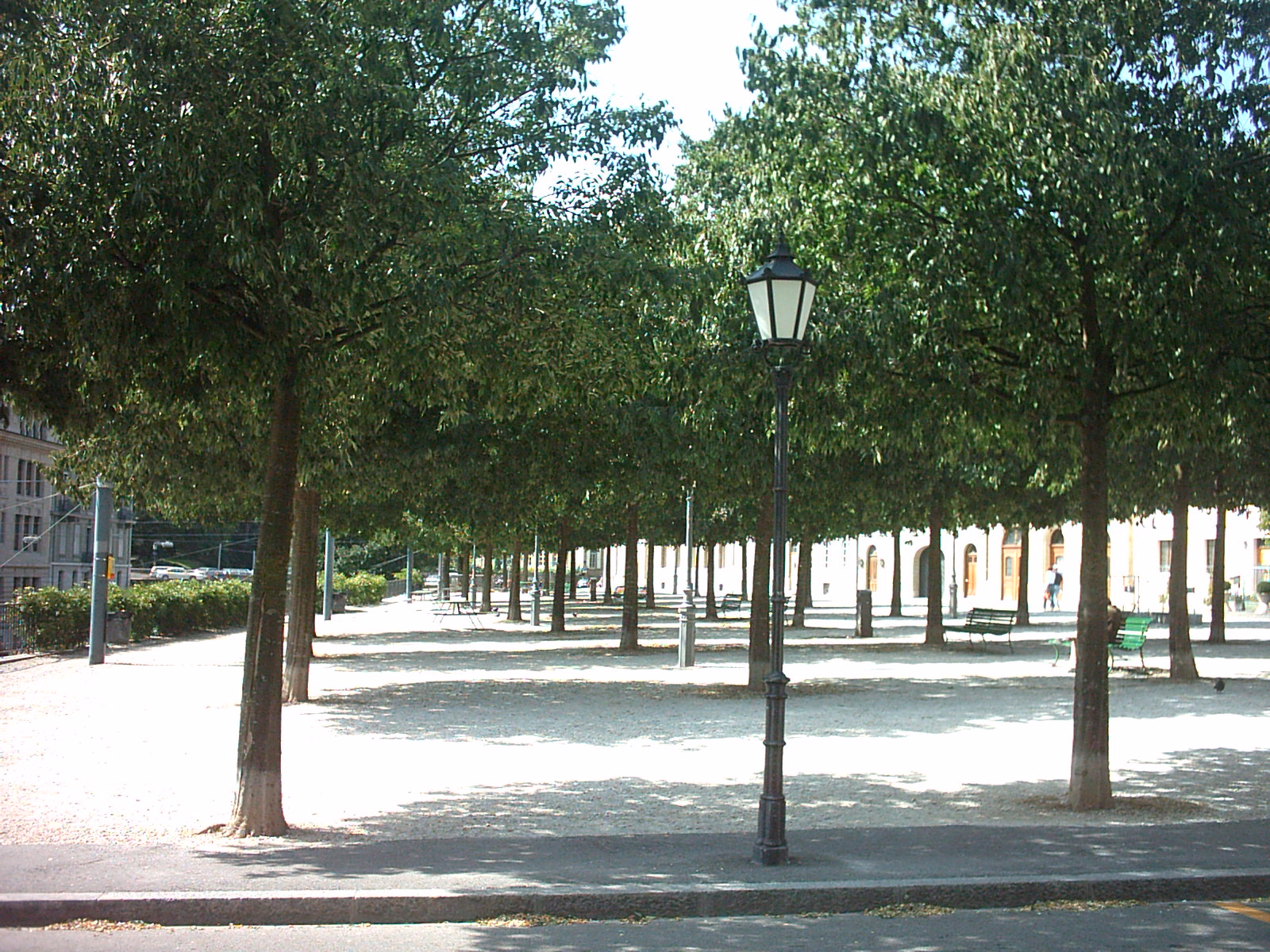
دیواره سبز در تفرجگاه سنت آنتوان، ژنو